# Veia marginal esquerda
A veia marginal esquerda é uma veia do coração.